# (14724) SNO
(14724) SNO (2000 CA100) – planetoida z pasa głównego asteroid okrążająca Słońce w ciągu 4,98 lat w średniej odległości 2,91 j.a. Odkryta 10 lutego 2000 roku.